# Episodi di Papà ha ragione (quarta stagione)
La quarta stagione della serie televisiva Papà ha ragione è andata in onda negli Stati Uniti dal 25 settembre 1957 all'11 giugno 1958 sulla CBS.
| nº | Titolo originale            | Prima TV USA      |
| -- | --------------------------- | ----------------- |
| 1  | Follow the Leader           | 25 settembre 1957 |
| 2  | The Awkward Hero            | 2 ottobre 1957    |
| 3  | The Good Neighbor           | 9 ottobre 1957    |
| 4  | Bud, the Executive          | 16 ottobre 1957   |
| 5  | Sentenced to Happiness      | 23 ottobre 1957   |
| 6  | Mother Goes to School       | 30 ottobre 1957   |
| 7  | The Indispensable Man       | 6 novembre 1957   |
| 8  | Kathy's Big Chance          | 13 novembre 1957  |
| 9  | Margaret Learns to Drive    | 20 novembre 1957  |
| 10 | Way of a Dictator           | 4 dicembre 1957   |
| 11 | Mister Beal Meets His Match | 1958              |
| 12 | Kathy Makes a Wish          | 25 dicembre 1957  |
| 13 | Man with a Plan             | 1º gennaio 1958   |
| 14 | Big Sister                  | 8 gennaio 1958    |
| 15 | Calypso Bud                 | 15 gennaio 1958   |
| 16 | Father's Biography          | 22 gennaio 1958   |
| 17 | The Rivals                  | 29 gennaio 1958   |
| 18 | Bud, the Mind Reader        | 5 febbraio 1958   |
| 19 | Margaret's Other Family     | 12 febbraio 1958  |
| 20 | The Trial                   | 19 febbraio 1958  |
| 21 | Revenge Is Sweet            | 26 febbraio 1958  |
| 22 | Country Cousin              | 5 marzo 1958      |
| 23 | Poor Old Dad                | 12 marzo 1958     |
| 24 | Betty's Crusade             | 19 marzo 1958     |
| 25 | Young Love                  | 26 marzo 1958     |
| 26 | Tell it to Mom              | 2 aprile 1958     |
| 27 | A Friend in Need            | 16 aprile 1958    |
| 28 | A Medal for Margaret        | 23 aprile 1958    |
| 29 | The Weaker Sex              | 30 aprile 1958    |
| 30 | Jim, the Answer Man         | 14 maggio 1958    |
| 31 | Bud Quits School            | 21 maggio 1958    |
| 32 | A Matter of Pride           | 4 giugno 1958     |
| 33 | Betty Finds a Cause         | 11 giugno 1958    |

## Follow the Leader
- Prima televisiva: 25 settembre 1957

### Trama
- Guest star: Ray Stricklyn (Duke), Robert Hyatt (Earl), Wright King (Mr. Beckman), Paul Wallace (Kippy), Sam Flint (Mr. Armstead)

## The Awkward Hero
- Prima televisiva: 2 ottobre 1957

### Trama
- Guest star: Keith Vincent (Muley Orkin (Merle), Jean Hayworth (Mrs. Orkin), Anne Whitfield (Shirley)

## The Good Neighbor
- Prima televisiva: 9 ottobre 1957

### Trama
- Guest star: Thayer Roberts (Mr. Sprague), Henry Hunter (giudice Horace Kern), Joseph Sweeney (Mr. Boomhauer)

## Bud, the Executive
- Prima televisiva: 16 ottobre 1957

### Trama
- Guest star: Gail Ganley (Nancy Crail), Stuart Wade (Mr. Briggs), Jimmy Bates (Claude)

## Sentenced to Happiness
- Prima televisiva: 23 ottobre 1957

### Trama
- Guest star: Natividad Vacío (Fronk), Robert Burton (giudice), Frank Gerstle (Foreman), Morgan Jones (poliziotto)

## Mother Goes to School
- Prima televisiva: 30 ottobre 1957

### Trama
- Guest star: Charles Meredith (Prof. Brown)

## The Indispensable Man
- Prima televisiva: 6 novembre 1957

### Trama
- Guest star: William Leslie (Coach Harper), Jimmy Bates (Claude), Charles Tannen (Martin)

## Kathy's Big Chance
- Prima televisiva: 13 novembre 1957

### Trama
- Guest star: Greer Garson (Greer Garson), Kathy Garver (Autograph Seeker)

## Margaret Learns to Drive
- Prima televisiva: 20 novembre 1957

### Trama
- Guest star: Vivi Janiss (Myrtle Davis)

## Way of a Dictator
- Prima televisiva: 4 dicembre 1957

### Trama
- Guest star:

## Mister Beal Meets His Match
- Prima televisiva: 1958

### Trama
- Guest star: John Williams (Harry Beal)

## Kathy Makes a Wish
- Prima televisiva: 25 dicembre 1957

### Trama
- Guest star: George Selk (Photo Man)

## Man with a Plan
- Prima televisiva: 1º gennaio 1958

### Trama
- Guest star: Jan Chaney (Sally Dixon), Robert Hyatt (Freddie), Ken Miller (Joe)

## Big Sister
- Prima televisiva: 8 gennaio 1958

### Trama
- Guest star: Florida Friebus (Mrs. Ellis), Stanley Adams (Mack)

## Calypso Bud
- Prima televisiva: 15 gennaio 1958

### Trama
- Guest star: Paul Wallace (Kippy Watkins), Sandra Harrison (Jeanie), Sir Lancelot (Bongo Instructor)

## Father's Biography
- Prima televisiva: 22 gennaio 1958

### Trama
- Guest star: Robert Young (James 'Jim' Anderson), Robert Warwick (St. Peter), George N. Neise (John Rosser), Bernadette Withers (Sheila Groves)

## The Rivals
- Prima televisiva: 29 gennaio 1958

### Trama
- Guest star: Roger Smith (Doyle Hobbs), Robert Chapman (Ralph), Barbara Eden (Marge Corbett), Leon Tyler (John Davis)

## Bud, the Mind Reader
- Prima televisiva: 5 febbraio 1958

### Trama
- Guest star: Paul Wallace (Kippy), Robert Chapman (Ralph), Henry Corden (The Great Endor)

## Margaret's Other Family
- Prima televisiva: 12 febbraio 1958

### Trama
- Guest star: Henry Jones (Mr. Kermit)

## The Trial
- Prima televisiva: 19 febbraio 1958

### Trama
- Guest star: Jason Johnson (Mr. Grouseman), Claire Meade (Mrs. Lester)

## Revenge Is Sweet
- Prima televisiva: 26 febbraio 1958

### Trama
- Guest star: Frank Albertson (Mr. Wickett), David Post (Allan), Carole Wells (Sharon)

## Country Cousin
- Prima televisiva: 5 marzo 1958

### Trama
- Guest star: Beverly Long (Grace), Harold Lloyd Jr. (Joel), Mike Mason (Tommy), David De Haven (Maurie), Susan Oliver (Milly)

## Poor Old Dad
- Prima televisiva: 12 marzo 1958

### Trama
- Guest star: Bartlett Robinson (Wes Coglan), Robert Chapman (Ralph)

## Betty's Crusade
- Prima televisiva: 19 marzo 1958

### Trama
- Guest star: Robert Chapman (Ralph), Harold Lloyd Jr. (Joel), Mayo Loiseaux (Evelyn), Ludwig Stössel (Hanno)

## Young Love
- Prima televisiva: 26 marzo 1958

### Trama
- Guest star: Gail Land (Marion), Susan Odin (Bernice), Jimmy Bates (Claude Messner), Arthur Lovejoy (Mr. Wetzler)

## Tell it to Mom
- Prima televisiva: 2 aprile 1958

### Trama
- Guest star: Paul Wallace (Kippy), Molly McCart (Evelyn)

## A Friend in Need
- Prima televisiva: 16 aprile 1958

### Trama
- Guest star: Edwin Jerome (Prof. van Deering), William A. Forester (guardia)

## A Medal for Margaret
- Prima televisiva: 23 aprile 1958

### Trama
- Guest star:

```
'Princess' Anderson
Anderson
'Kitten' Anderson), 
Vivi Janiss
```

## The Weaker Sex
- Prima televisiva: 30 aprile 1958

### Trama
- Guest star: Carol Leigh (Marty Kramer), Oliver McGowan (Louis Kramer), Janet Lee Parker (Alice Yates)

## Jim, the Answer Man
- Prima televisiva: 14 maggio 1958

### Trama
- Guest star: Vivi Janiss (Myrtle Davis), Kathleen Mulqueen (Mrs. Avery)

## Bud Quits School
- Prima televisiva: 21 maggio 1958

### Trama
- Guest star: Paul Wallace (Kippy), Stephen Chase (Mr. Bernard), Adrienne Marden (Secretary)

## A Matter of Pride
- Prima televisiva: 4 giugno 1958

### Trama
- Guest star: Lynn Alden (Joyce), Henry Blair (Ray), Anne Helm (Carol Bostic), Martin Balsam (Teacher)

## Betty Finds a Cause
- Prima televisiva: 11 giugno 1958

### Trama
- Guest star: Charity Grace (Mrs. Dugan), Robert Chapman (Ralph), Basil Ruysdael (Mr. Emery)